# Nick Mohammed
Nick Mohammed est un acteur britannique, né le 4 octobre 1980 à Leeds. Il est principalement connu pour ses rôles dans les séries :  Intelligence (2020-) et Ted Lasso (2020-).

## Biographie
Nicholas George Mohammed est né le 4 octobre 1980 à Leeds, West Yorkshire, en Angleterre. Sa mère était née à Chypre médecin généraliste et son père était un Indo-Trinidadien professionnel du droit.
Il a fait ses études à Abbey Lycée de Grange.
Il a refusé une offre de l'Université de Cambridge et a choisi l'Université de Durham, où il était membre du St Aidan's College et a joué du violon dans l'orchestre universitaire.
Il avait auditionné pour la Durham Revue à deux reprises mais n'a pas réussi à entrer et a plutôt fréquenté le circuit de la comédie locale. Son intérêt pour la comédie l'a incité à auditionner pour les Footlights.
À la suite d'une représentation au Edinburgh Festival Fringe, il a été contacté par un producteur de la BBC.

## Carrière
Il a été co-présentateur de la série comique The King Is Dead (en) aux côtés de Simon Bird et Katy Wix.
Il a fait des apparitions dans Miranda, How Not to Live Your Life, Life's Too Short.
Après ses débuts à succès sur BBC Radio 4, il revient avec Nick Mohammed in Bits, qui a été acclamée par la critique.
Il développe également The Making of Mr. Swallow pour BBC Television et écrit et joue dans une comédie dramatique originale Magic pour Channel 4 dans le cadre du Coming Up Scheme. Il apparaît également dans la nouvelle émission CBBC Hank Zipzer dans le rôle de Mr. Love. Il a fait une apparition dans le dernier épisode de la série 1 et le premier épisode de la série 2 de Oncle. Il est ensuite apparu dans six épisodes de la série.
En 2015, il rejoint le casting de la comédie ITV The Job Lot.
Il a également écrit et joué dans Detective Sergeant Nick Mohammed, une comédie se déroulant dans un poste de police, pour BBC Radio 4.
En 2018, il a interprété le rôle de Piglet dans le film Disney Jean-Christophe et Winnie. En décembre 2018, il a été annoncé qu'il collaborerait sur une nouvelle série comique intitulée Intelligence avec David Schwimmer pour Sky One.
En 2019, il est apparu dans la deuxième série de Stath Lets Flats.
Depuis 2020, il interprète le rôle de Nate dans la série Apple TV+ Ted Lasso.
En 2023, il joue aux côtés de Jon Hamm et Tina Fey dans le film Qui a tué Maggie Moore(s) ?.

## Filmographie

### Cinéma

#### Longs métrages
- 2015 : Seul sur Mars (The Martian) de Ridley Scott : Tim Grimes
- 2016 : Bridget Jones Baby de Sharon Maguire : Ariyaratina
- 2016 : Absolutely Fabulous, le film (Absolutely Fabulous: The Movie) de Mandie Fletcher : Casper
- 2017 : À l'heure des souvenirs (The Sense of an Ending) de Ritesh Batra : Danny
- 2018 : Jean-Christophe et Winnie (Christopher Robin) de Marc Forster : Porcinet (voix)
- 2018 : Casse-Noisette et les Quatre Royaumes (The Nutcracker and the Four Realms) de Lasse Hallström et Joe Johnston : Le majordome
- 2019 : Alex, le destin d'un roi (The Kid Who Would Be King) de Joe Cornish : Mr Hyde
- 2023 : Qui a tué Maggie Moore(s) ? (Maggie Moore(s)) de John Slattery : Député K. Reddy
- 2023 : Chicken Run : La Menace nuggets (Chicken Run: Dawn of the Nugget) de Sam Fell : Dr Fry (voix)
- 2025 : Deep Cover de Tom Kingsley : Hugh

#### Courts métrages
- 2012 : Asylum Seekers d'Hollie Ebdon : Adeem Akwal
- 2015 : Baguettes de Jonathan van Tulleken : L'homme
- 2017 : Smear de Kate Herron : Dr Wyndham
- 2022 : Pragma d'Ellie Heydon : Professeur Francis
- 2024 : Goblin Solutions de Dan Britt : Grom (voix)

### Télévision

#### Séries télévisées
- 2008 : No Heroics : Ian
- 2008 : Fairy Tales : Rafiq Bhavani
- 2009 - 2010 : Reggie Perrin : Steve
- 2010 : Miranda : Pete
- 2010 : How Not to Live Your Life : Simon
- 2010 : The Stephen K. Amos Show : Cordielliai Grimes
- 2010 : The Persuasionists : L'assistant
- 2011 : Pixelfaces : Pharaoh
- 2012 : Games On : Bill Plant
- 2012 : Gates : Ciaran
- 2013 - 2015 : Drifters : Malcolm
- 2014 - 2016 : Hank Zipzer : Mr Love
- 2014 - 2017 : Uncle : Roopesh
- 2014 / 2018 : Cuckoo : Le policier
- 2015 : Together : Jack Sterling
- 2015 : Murder in Successville : Dynamo
- 2015 : The Job Lot : Ash
- 2015 : Yonderland : L'électricien
- 2015 - 2016 : Drunk History : UK : William Burke / John William Polidori
- 2016 : Fresh Meat : Nas
- 2016 : Camping : Dr Tolley
- 2016 : Sexy Murder : Simon Schinwold
- 2018 : Collateral : Fuzz Gutpa
- 2018 : Sally4Ever : Mark
- 2018 : Urban Myths : Horace Lambardi
- 2018 - 2019 : Space Chickens in Space : Finley (voix)
- 2019 : Defending the Guilty : Dr Khaled
- 2019 - 2021 : Stath Lets Flats : Anthony Stappan
- 2020 : Hitmen : L'homme araignée
- 2020 - 2023 : Intelligence : Joseph Harries
- 2020 - : Ted Lasso : Nathan "Nate" Shelley
- 2021 / 2024 : Inside No. 9 : Gavin / Lui-même
- 2022 : Mandy : Le futur médecin
- 2024 : Douglas Is Cancelled : Morgan
- 2024 : Renegade Nell : Billy Blind
- 2024 : Alma's Not Normal : Jules

#### Téléfilms
- 2016 : La dernière tueuse de dragons (The Last Dragonslayer) de Jamie Magnus Stone : Brian
- 2020 : Roald & Beatrix: The Tail of the Curious Mouse de David Kerr : Mr Entwistle

### Scénariste
- 2020 - 2021 : Intelligence (12 épisodes)

### Producteur exécutif
- 2020 - 2021 : Intelligence (9 épisodes)

## Nominations
- Emmy Awards 2021 : Meilleur acteur dans un second rôle dans une série télévisée comique pour Ted Lasso
- Screen Actors Guild Awards 2021 : Meilleure distribution pour une série télévisée comique pour Ted Lasso